# 308 km (rejon ostrowski)
308 km (ros. 308 км) – przystanek kolejowy w miejscowości Dułowka, w rejonie ostrowskim, w obwodzie pskowskim, w Rosji. Położony jest na linii dawnej Kolei Warszawsko-Petersburskiej.